# Мальований Андрій Миколайович
Андрі́й Микола́йович Мальо́ваний (нар. 16 грудня 1981, Київ) — державний службовець, голова Державної екологічної інспекції України від 20 травня 2020 року.

## Життєпис
Народився і виріс у Києві. 1989–1997 рр. — навчався у Київській школі № 223. У 1996–1999 роках навчався Київському технічному ліцеї НТУУ «КПІ».
Із вересня 1999 по лютий 2005 — навчався у Національному техуніверситеті «Київський політехнічний інститут» за спеціальністю — «метрологія та вимірювальна техніка».
У 2012–2013 роках вивчав геодезію у Київському славістичному університеті.
У 2013–2014 роках проходив навчання Харківському Національному аграрному університеті ім. Василя Докучаєва, де вивчав землевпорядкування та кадастр.
У 2016 р. — Національна академія держуправління при Президентові України. Окрім іншого здобував освіту в Державному університеті інфраструктури та технологій за спеціальністю «Право».

## Трудова діяльність
З 2006 року почав працювати у ТОВ «Центр сприяння підприємництву». У цей же рік балотувався у Київську міську раду 5-го скликання від «Громадського активу Києва».
З серпня 2006 по грудень 2010 працював в Управлінні з питань комунального майна, приватизації та підприємництва Шевченківської районної у м. Києві ради, на посаді заступник начальника відділу приватизації комунального майна, заступник начальника управління-начальник відділу приватизації комунального майна, начальник відділу приватизації комунального майна.
Із січня 2011 про квітень 2011 працював у Шевченківській районній в місті Києві державній адміністрації на посаді заступника начальника відділу з питань майна комунальної власності.
З квітня 2011 по квітень 2012 на посаді заступника генерального директора з питань реєстрації прав власності у КП «Бюро технічної інвентаризації Києво-Святошинської районної ради Київської області».
З квітня 2012 по травень 2012 був на посаді начальника відділу приватизації в комунальній установі Київської області «Фонд комунального майна». У червні цього ж року працював головним спеціалістом у Відділі Держкомзему в Очаківському районі Миколаївської області. 
З червня 2012 по лютий 2013 виконував обов'язки на посаді заступника начальника, першого заступника начальника і начальника головного управління у Головному управлінні Держкомзему у Миколаївській області.
З березня 2013 лютий 2014 у Головному управлінні Держземагентства у м. Києві працював на посаді начальника управління землеустрою, охорони та моніторингу земель, заступником начальника Головного управління.
Із лютого 2014 по листопад 2014 працював начальником у Головному управлінні Держземагентства у Миколаївській області.
Листопад 2014 — березень 2015 на посаді начальника управління землеустрою, охорони, оцінки, моніторингу та ринку земель у Головному управлінні Держземагентства у Київській області.
Травень 2015 — квітень 2016 працював у Комунальному підприємстві по утриманню зелених насаджень Солом'янського району м. Києва на посаді заступника директора з економічних питань.
Квітень 2016 — по 2019[перевірити] працював у Департаменті міського благоустрою та збереження природного середовища виконавчого органу Київської міської ради (Київської міської державної адміністрації) на посаді заступника директора Департаменту — начальника управління екології та природних ресурсів.
20 травня 2020 р. згідно розпорядженням Кабінету Міністрів України від № 549-р, призначений на посаду Голови Державної екологічної інспекції України.
16 вересня 2020 року сказав, що Держекоінспекція готує позов на львівських чиновників за бездіяльність посадових осіб Львівської міської ради та Львівської ОДА щодо виявлених 400 несанкціонованих звалищ.
12 жовтня 2020 року повідомив у ЗМІ, що Державна екологічна інспекція розпочала перевірку Голосіївського парку на наявність незаконних забудов.
3 листопада 2021 року, Кабінет Міністрів України звільнив Андрія Мальованого з посади голови Державної екологічної інспекції.

## Сім'я
- Батько — Микола Іванович Мальований (нар. 1950) — інженер-конструктор. У Палаці Спорту працює гідравлічна система перевертання сцени, над якою також працював і Микола Мальований. Автор різних патентів, зокрема, технології гідроабразивної різки, коли високий тиск води ріже метал. Зараз на пенсії.
- Мати — Лідія Іванівна Мальована (нар. 1953) — соціальна робітниця, працювала в різних громадських організаціях, зараз на пенсії.
- Дружина — Олена Вадимівна Мальована (нар. 1983) — підприємиця, засновниця «Сіті Інсайт», «Будінвестгрупп», «Теплолюкс Груп», заклад дошкільної освіти «Креативні діти».
- Діти: дочка Ніна та син Микола.